# Fossbergom
Fossbergom és el centre administratiu del municipi de Lom, al comtat d'Oppland, al centre-sud de Noruega. La seva població és de 839 habitants (2014). Fossberg és una comunitat moderna, en la qual la majoria de les persones treballen en el turisme, el comerç i el sector de serveis.
Bøverdalen és una bella vall a la part occidental de Lom, el qual s'estén des de Fossbergom en l'àrea de Sogn, a l'oest de Noruega. Fossbergom està situat on el riu Bovra desemboca sobre la càtara Prestfossen.
Fossbergom es troba just a la línia divisòria entre Stryn (Rv.15 carretera Strynefjellsvegen), Sogn (Ap. 55 carretera Sognefjellsvegen) i Valls. Durant els mesos d'estiu, es tracta d'un important encreuament de carreteres que connecta est i l'oest de Noruega. La carretera Sognefjellsvegen usualment està tancada des d'octubre / novembre fins a prop de finals d'abril / principis de maig a causa de les fortes nevades que caracteritzen la zona i al seu perillós trànsit. Fossbergom també és accessible prenent el tren des de Trondheim o Oslo Otta, i després es recorre la resta del camí amb autobús (60 km).
L'Hotel Fossheim (Fossheim Turisthotell) va obrir per primera vegada en 1897 un edifici de dos pisos de fusta amb un àtic, secció de cuina, dues sales d'estar i set habitacions. El lloc s'ha executat tant com una granja i com un hotel fins a la Primera Guerra Mundial, després que els cotxes es van convertir en els mitjans més comuns de transport. En els anys 1950 i 1960, diverses reformes es van dur a terme per tal de satisfer les exigències dels nous grups de turistes. Avui dia, l'edifici principal disposa de 26 habitacions dobles i 3 habitacions individuals i un restaurant de connexió. El nou edifici annex també va ser construït per satisfer els visitants estrangers.
El Museu geològic del Centre de Pedra de Fossheim (Fossheim Steinsenter) té una de les col·leccions més grans de minerals i pedres precioses al país.
L'església de fusta de Lom (Lom Stavkyrkje) data del segle XIII i es troba en Fossbergom. És una de les majors esglésies de fusta a Noruega, i va ser restaurada al segle xvii.